# Nacionalisme iraquià
El nacionalisme iraquià és una forma de nacionalisme que afirma la creença que l'Iraquians és una nació i promou la unitat cultural de iraquians de diferents grups etnorreligiosos com els àrabs mesopotàmics, kurds, turcomans iraquians, assiris, dinastia caldea, yazidís, Mandeans, Shabaks, Yarsans, i uns altres. El nacionalisme iraquià implica el reconeixement d'una identitat iraquiana derivada de l'antiga Mesopotàmia, incloses les seves civilitzacions i imperis de Sumèria, Akkad, Babilònia i Assíria. El nacionalisme iraquià va influir en el moviment Iraq per la independència de l'Otomano i Britànic. El nacionalisme iraquià va ser un factor important en la Revolució de 1920 contra l'ocupació britànica, i la Revolució de 1958 contra la monarquia hachemita instal·lada pels britànics.
Hi ha dues variants destacades. Una variant que veu una nació iraquiana com una que involucra pobles àrabs, turcomans, assiris i kurds, tots els quals tenen una herència comuna Mesopotàmia; aquest punt de vista, per descomptat, va ser promogut per Abd al-Karim Qasim, qui era d'ascendència mixta àrab-kurda, sunita-xiita. Yildiz, Georgina Fryer, Projecte Kurdo de Drets Humans. Els kurds: cultura i drets lingüístics. Projecte Kurdo de Drets Humans, 2004. La segona variant és un nacionalisme dual que combina el nacionalisme iraquià i el nacionalisme àrab, una forma molt més àmplia de nacionalisme ètnic que recolza el nacionalisme iraquià i el vincula a assumptes que afecten els àrabs com un tot. :174 Saddam Hussein creia que el reconeixement dels antics orígens mesopotàmics i l'herència dels àrabs iraquians era complementari al suport al nacionalisme àrab.:174
L'Iraq baazista|Règim baassista] va incloure oficialment a l'històric líder kurd musulmà Saladino com a símbol patriòtic a Iraq, mentre Saddam Hussein Saddam s'autodenominava fill de l'Imperi neobabilónico Rei Nabucodonosor i havia estampat els maons de l'antiga Babilonia amb el seu nom i títols al costat d'ell.

## Identitat i cultura nacionalista iraquiana
El nacionalisme iraquià ha emfatitzat l'herència cultural de l'Iraq que es remunta a l'antiga Sumer, Akkad, Babilònia i Asíria, estats que es consideren el bressol de la civilització que van estendre la civilització a altres parts del món. El Babilònic governant Nabucodonosor II i el líder musulmà kurd Saladí són dues figures històriques importants de l'Iraq i figures icòniques en el nacionalisme iraquià. El concepte d'identitat nacional iraquiana contemporània pot haver-se originat amb la rebel·lió i posterior setge britànic de Najaf el 1918 durant la Primera Guerra Mundial, però això es discuteix. A la dècada de 1930, la defensa del concepte d'una identitat territorial iraquiana va sorgir entre el camp intel·lectual iraquià i la identitat iraquiana van créixer en importància després de la Segona Guerra Mundial.:128 Encara que el nacionalisme iraquià i el nacionalisme àrab estan tècnicament separats l'un de l'altre, ambdós nacionalismes es van influir mútuament, adoptant les metàfores i narratives de cadascú.:128 En alguns casos, el nacionalisme iraquià s'ha defensat com un complement necessari del nacionalisme àrab, com el diari polític iraquià Al-Hatif advocant pel nacionalisme iraquià en qüestions de la cultura nacional iraquiana i defensant el nacionalisme àrab en qüestions de la cultura àrab més àmplia.:174
Durant el període monarquia hashimita a Iraq, era comú que els escriptors escrivissin sobre una identitat iraquiana separada d'un marc àrab, els mitjans impresos i l'educació de l'Iraq en aquell moment emfatitzaven el paisatge de l'Iraq, les seves tribus, i el seu poesia i literatura úniques. A partir de la dècada de 1930, els historiadors iraquians van començar a abordar la revolta iraquiana de 1920 per iraquianes contra el Britànic com un moment formatiu en la història iraquiana al que els historiadors iraquians es van referir com "la Gran Revolució Iraquiana".:128

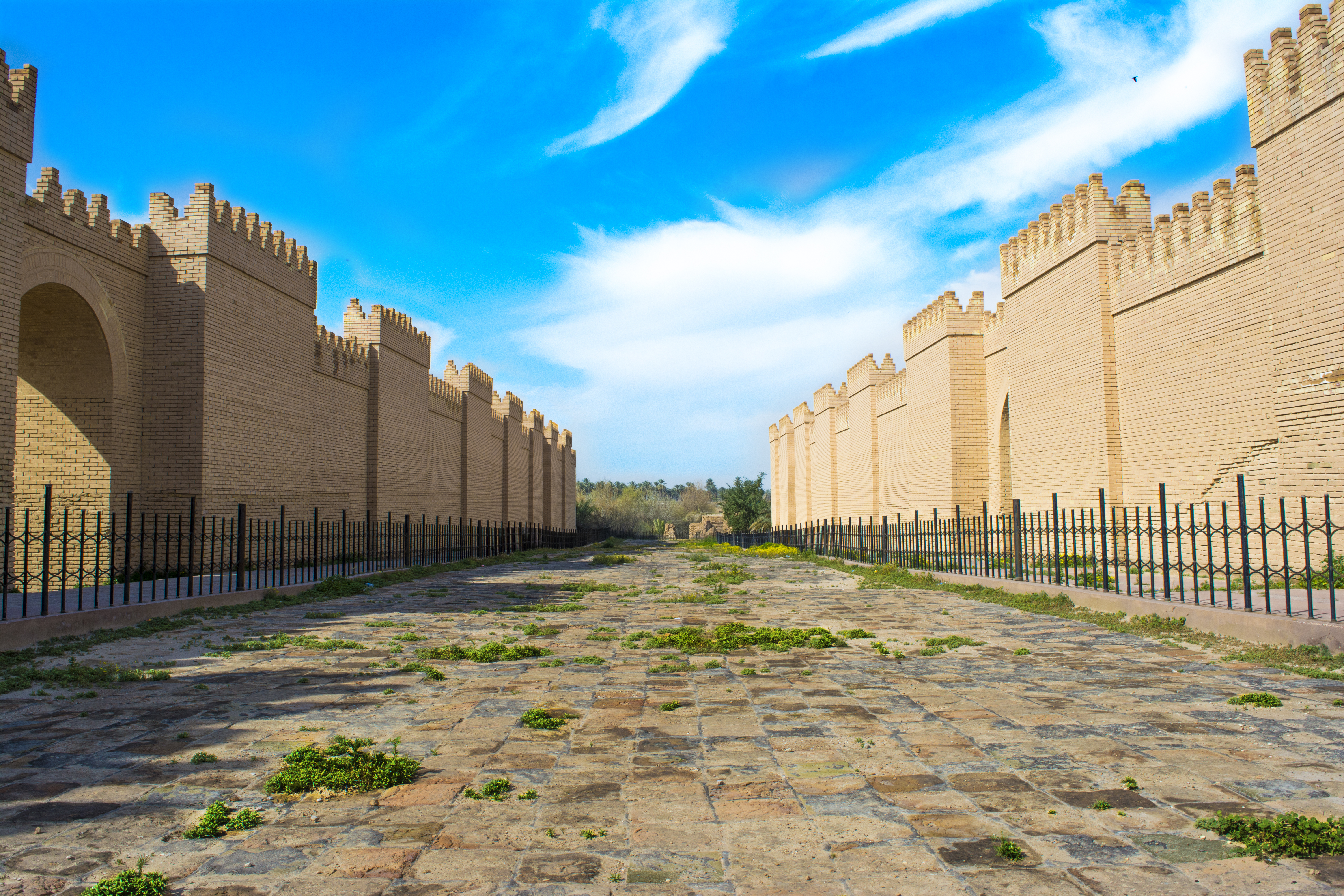
Rèplica reconstruïda a escala real de l'antiga ciutat de Babylon a Iraq.

Les primeres figures nacionalistes iraquianes prominents van ser els intel·lectuals 'Abd al-Razzaq al-Hasani i 'Abbas 'Azzawi. va publicar el seu primer volum de la seva obra La història dels governs iraquians a la dècada de 1930 (el segon publicat a la dècada de 1950), el primer volum va ser recolzat per Rei Faisal I d'Iraq. Al-Hasani va ser un destacat defensor del nacionalisme iraquià. En una de les seves obres, al-Hasani va incloure una carta de Faisal I, la carta deia que Faisal I descrivia l'Iraq com un país que patia tensions religioses i sectàries perquè els iraquians no podien formar un nacionalisme comú.:130 Faisal I va descriure a l'Iraq com sent governat per una elit alfabetitzada Sunita sobre analfabets i ignorants Chiita i sectes kurdes que s'oposaven al govern federal de Iraq.:130 'Azzawi va escriure Iraq entre dues ocupacions - referint-se a Turco i el govern britànic, que va rebre elogis del govern iraquià que ho va ajudar a publicar el seu treball.:130 Els treballs d'al-Hasani i 'Azzawi van ser molt populars entre 1935 i 1965, amb molts de les seves obres es van publicar a la segona i tercera edicions i les obres de tots dos autors van influir en el nacionalisme iraquià.
Abd al-Karim Qasim va promoure un nacionalisme cívic a l'Iraq que reconeixia els àrabs i kurds de l'Iraq com a socis iguals a l'estat de l'Iraq, Llengua kurda no només estava formalment permesa legalment a l'Iraq sota la República de l'Iraq (1958 -1968), però la versió kurda de l'alfabet àrab va ser adoptada per l'estat iraquià i l'idioma kurd es va convertir en el mitjà d'instrucció. a totes les institucions educatives, tant als territoris kurds com a la resta de l'Iraq. que diferents grups etnorreligiosos de l'Iraq tenen una mesopotàmia herència comuna. Sota Qassim, la identitat cultural iraquiana basada en la fraternitat àrab-kurda es va emfatitzar sobre la identitat ètnica, el govern de Qassim va buscar fusionar el nacionalisme kurd en el nacionalisme iraquià i la cultura iraquiana, declarant: "Iraq no és només un estat àrab sinó un Arabo -Estat kurd reconeixement del nacionalisme kurd per part dels àrabs demostra clarament que estem associats al país, que som iraquians primer, àrabs i kurds després". Les polítiques pro-kurdes del govern de Qassim, inclosa una declaració que prometia "drets nacionals kurds dins de la unitat iraquiana" i els intents oberts de l'Iraq de cooptar els kurds iranians per recolzar la unificació amb l'Iraq, van donar com a resultat que Iran respongués declarant que Iran suport per a la unificació de tots els kurds que residien a Iraq i Síria, a l'Iran. Les polítiques inicials de Qassim cap als kurds van ser molt populars entre els kurds de Orient Mitjà els qui, en suport de les seves polítiques, van cridar a Qassim "el líder dels àrabs i els kurds".
El líder kurd Mustafa Barzani durant la seva aliança amb Qassim i quan Qassim li va concedir el dret a tornar a l'Iraq de l'exili imposat per l'antiga monarquia, va declarar el seu suport al poble kurd per ser ciutadans de l'Iraq, dient el 1958 "En nom de tots els meus germans kurds que han lluitat durant molt de temps, una vegada més ho felicito a vostè [Qassim] i al poble iraquià, kurds i àrabs, per la Revolució gloriosa que va posar fi a l'imperialisme i al monàrquic reaccionari i corrupte. colla". Barzani també va elogiar Qassim per permetre que els refugiats diàspora kurds tornessin a l'Iraq i va declarar la seva lleialtat a l'Iraq, dient: "La seva Excel·lència, líder del poble: aprofito aquesta oportunitat expressar el meu sincer agraïment i el dels meus companys refugiats kurds als països socialistes per permetre'ns tornar a la nostra estimada pàtria, i unir-nos a l'honor de defensar la gran causa del nostre poble, la causa de defensar la república i la seva pàtria.
Els ideòlegs de Saddam Hussein i l'Iraqui Ba'athist van buscar fusionar una connexió entre l'antiga civilització babilònica i assíria a l'Iraq amb el nacionalisme àrab afirmant que els babilonis i els antics assiris són els ancestres dels àrabs. Per tant, Saddam Hussein i els seus seguidors afirmen que no hi ha conflicte entre l'herència mesopotàmica i el nacionalisme àrab.
Saddam Hussein com a President de l'Iraq es va expressar com un iraquià en l'art d'estat, associant-se a si mateix com un Nabucodonosor II modern i usant un tocat àrab i kurd en aquest art. Saddam Hussein també es va comparar a si mateix i al govern baazista amb Saladin, el famós líder kurd de musulmans i àrabs contra les Creuades|Creuats] a Jerusalem, qui era de l'Iraq modern.

## Irredentisme

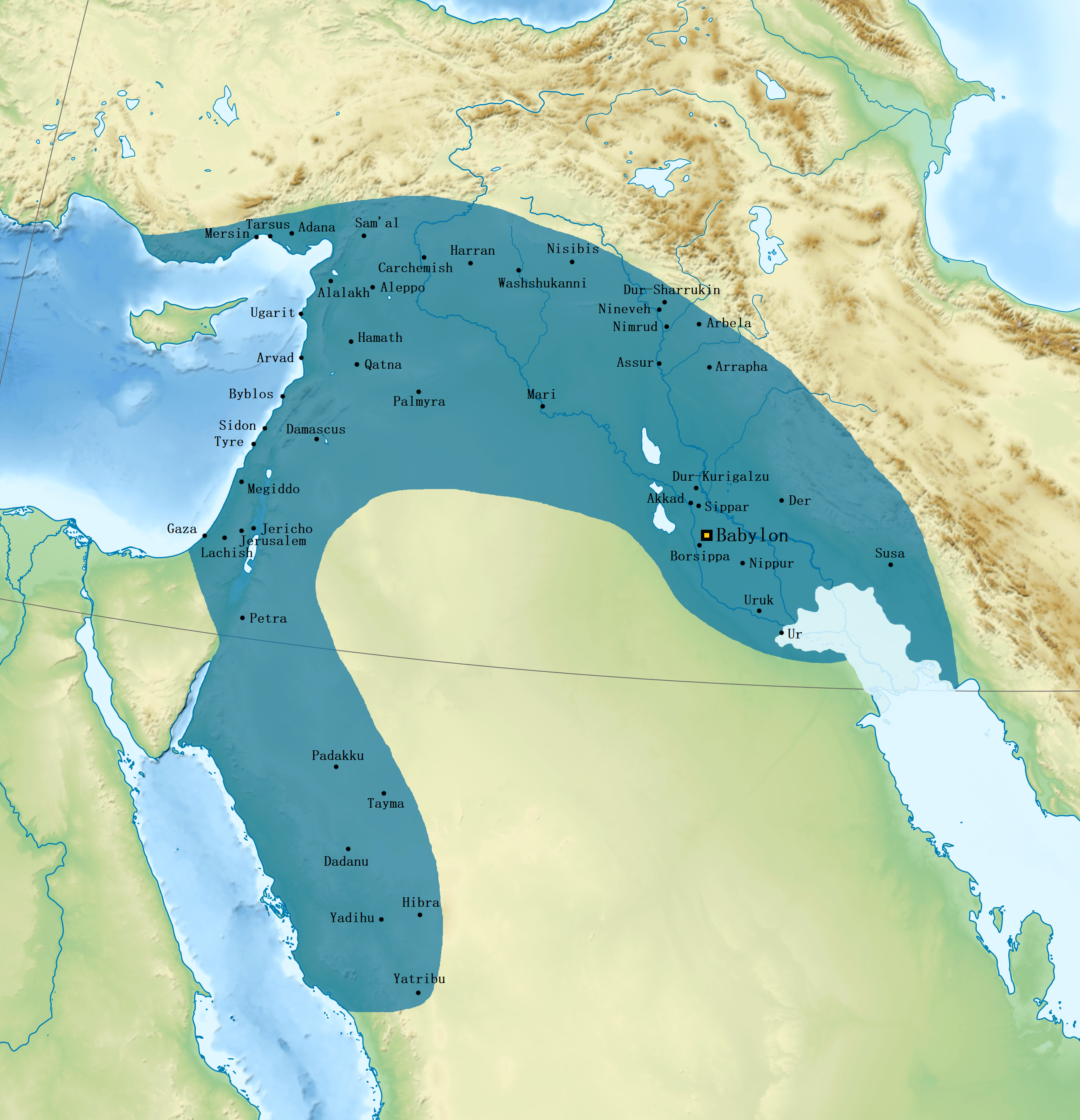
The Neo-Babylonian Empire sota Nabonidus (556–539 a. C.), va ser l'últim dels Mesopotàmia imperis a ser governat per monarques nadius de Mesopotàmia.

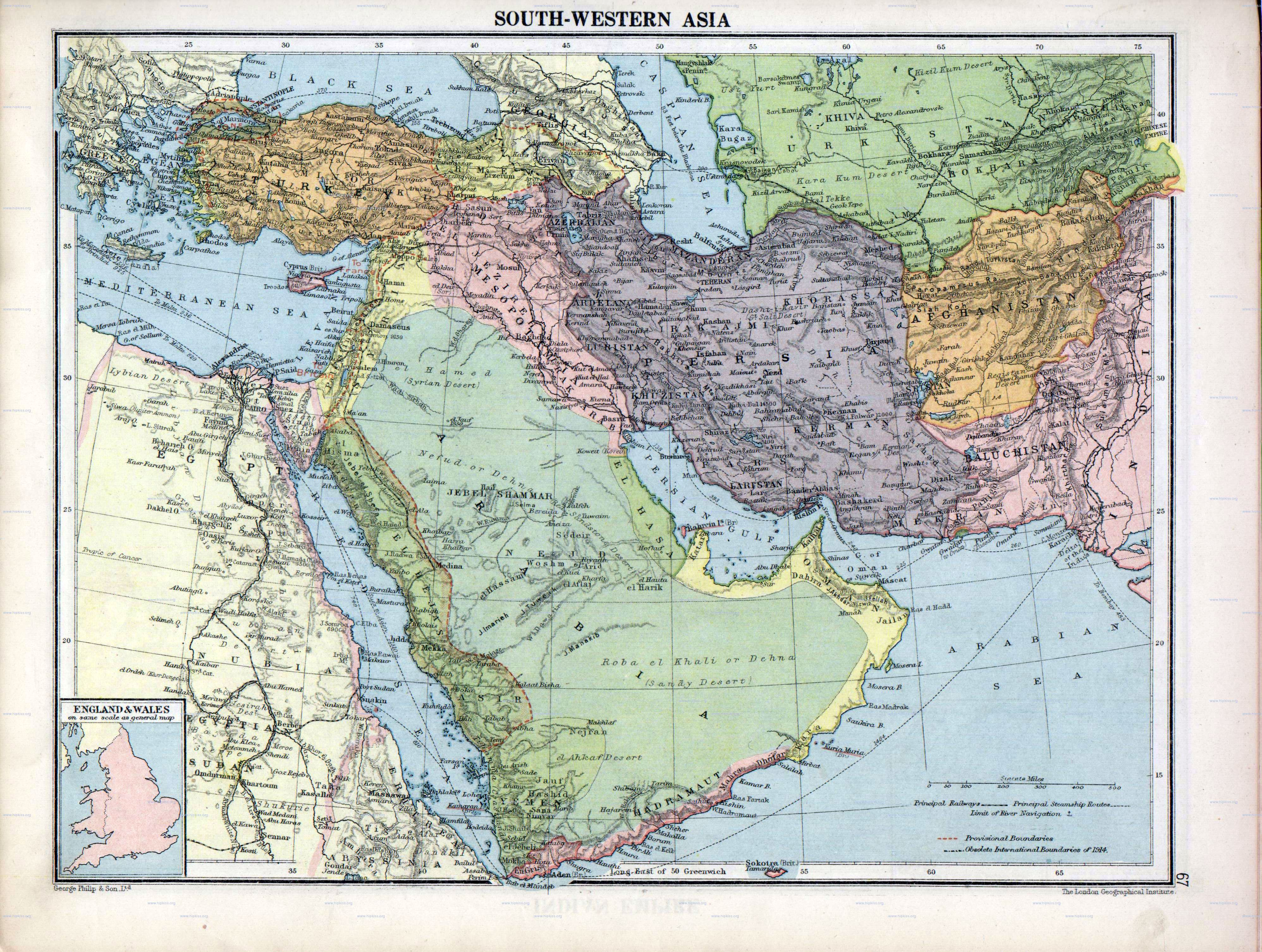
British governat Mesopotàmia en rosa.

Després d'obtenir la independència en 1932, el govern iraquià immediatament va declarar que Kuwait era legítimament un territori d'Iraq, al·legant que havia estat part d'un territori iraquià fins que va ser creat pel Regne Unit.
El govern de Qassim (República Iraquià (1958–1968) va sostenir un reclam irredentista de Juzestan (Província de Juzestan). També va sostenir reclams irredentistes sobre Kuwait. Iraq havia acceptat oficialment un compromís per mantenir la frontera a la línia central del riu a l'Acord d'Alger de 1975 a canvi que l'Iran acabés el seu suport a les rebels kurds a l'Iraq.
L'enderrocament de la monarquia iraniana i l'ascens de Ruhollah Jomeini al poder el 1979 va deteriorar Relacions Iran-Iraq i després dels enfrontaments ètnics dins de Juzestan i els enfrontaments fronterers entre les forces iranianes i iraquianes, Iraq va considerar l'Acord d'Alger com anul·lat i el va derogar i uns dies després, les forces iraquianes van llançar una invasió a gran escala de l'Iran que va resultar a la Guerra Iran-Iraq. d'Ahwaz amb seu a l'Iraq i el seu objectiu de trencar el territori reclamat d'Ahvaz lluny de l'Iran, en la creença que el moviment despertaria els àrabs del Juzestan per donar suport a la invasió iraquiana. A la Guerra del Golf, Iraq va ocupar i va annexar Kuwait abans de ser expulsat per una coalició militar internacional que va recolzar la restauració de la sobirania de Kuwait.
Després d'annexar Kuwait, les forces iraquianes es van acumular a la frontera amb Arabia Saudita, i els serveis d'intel·ligència estrangers van sospitar que Saddam s'estava preparant per a una invasió d'Aràbia Saudita per capturar o atacar els seus camps petroliers. que estaven a una distància molt curta de la frontera.
S'ha sospitat que Saddam Hussein tenia la intenció d'envair i annexar una part de la Província Oriental d'Aràbia Saudita amb la justificació que la regió saudita d'Al-Hasa havia estat part del Otomano província de Basora que els britànics van ajudar l'Aràbia Saudita a conquistar el 1913.
Es creu que Saddam tenia la intenció d'annexar Kuwait i la regió petroliera d'Al-Hasa, perquè l'Iraq tingués el control de la vasta producció de petroli de la regió del Golf Pèrsic, cosa que convertiria l'Iraq en la potència dominant a l'Orient Mitjà. El Govern d'Aràbia Saudita estava alarmat per la mobilització iraquiana de deu divisions Exèrcit iraquià fortament armades i ben proveïdes al llarg de la frontera del Kuwait annexat per l'Iraq. i Aràbia Saudita, i van advertir al govern federal dels Estats Units que creien que l'Iraq s'estava preparant per a una invasió immediata de la província oriental d'Aràbia Saudita. El govern d'Aràbia Saudita va declarar que sense l'ajuda de forces externes, l'Iraq podria envair i prendre el control de tota la província oriental en sis hores.

## Símbols
La bandera de l'Iraq des del 1924–1959. Utilitza els colors de l'hashimita família reial (que també es va convertir en un símbol del panarabisme), les dues estrelles simbolitzen les dues ètnies principals de l'Iraq, els àrabs i els kurds. La bandera de l'Iraq de 1959 a 1963, adopta una identitat iraquiana unificada amb colors panàrabs (negre, verd, vermell, blanc), colors kurds (verd, vermell, blanc, groc), l'antic símbol assirio-babilònic Estrella de Ishtar en vermell darrere del sol kurd groc. La bandera de l'Iraq de 1991 a 2004, la bandera utilitzada durant el règim baazista i Saddam Hussein que defensava el nacionalisme àrab. Emblema d'Iraq (1959-1965), utilitza una combinació de Estrella d'Ishtar i Shamash per representar l'antiga Mesopotàmia.

## El nacionalisme iraquià avui
Després de la invasió d'Iraq de 2003, el país va caure en un estat de caos. Un govern central feble juntament amb l'augment de la guerra civil sectària entre el poble iraquià va disminuir el valor del nacionalisme iraquià. Molts dels que demanen un renaixement del nacionalisme iraquià per a la glòria del poble iraquià són estigmatitzats i estereotipats com a baazistes. A mesura que les condicions de vida es deterioraven a moltes parts del país i continuaven els combats constants, moltes persones pensaven menys en la seva herència iraquiana.
En els últims anys, els analistes han observat un augment en el nacionalisme i el patriotisme iraquians, ja que la majoria dels iraquians van culpar el sectarisme pel vessament de sang i la violència al país.
Un dels factors més importants que van portar a les protestes iraquianes del 2019–2021 va ser l'augment del nacionalisme iraquià entre els joves.

### Nacionalisme i intervenció estrangera
La invasió dels Estats Units va exercir influència en l'enfocament de la intervenció de l'Iraq. L'Iraq es conceptualitza com una regió políticament disputada després del procés de desbaazificació, que va abastar la transformació del govern. nacionalisme a l'Iraq posterior a Saddam, escrit per Caroleen Marji Sayej. Els grups ètnics tenien sobrecepcions que els grups ètnics tenien amb sobrecepcions un iraquià Saddam Hussein, abans del 2003, va establir una dictadura liderada per sunnites després d'arribar al poder el 1979, que va abastar tensions ètniques i sectàries juntament amb ineficiència política. La identificació sectària va resultar en enfrontaments entre grups ètnics, fet que va contribuir a les seves percepcions contrastants dels estrangers. La intervenció, tant dels Estats Units com de l'Iran, es pot conceptualitzar de manera diferent des d'una perspectiva nacionalista. D'una banda, el nacionalisme promou l'oposició contra la intervenció perquè l'ocupació connota violar la sobirania i disminueix el dret de l'estat a l'autodeterminació.:552 La transgressió dels límits legalment establerts d'un altre estat confronta la noció de sobirania territorial, per tant, els nacionalistes alimenten la resistència contra la intervenció. D'altra banda, els nacionalistes, per defensar la seva nació, recorren els seus objectius.: 554 La identitat nacional supera altres tipus d'identificació, per tant, els nacionalistes sovint donen suport a la intervenció com un instrument per eliminar les amenaces plantejades, en el cas de l'Iraq, per l'ISIL. Els grups ètnics majoritaris del país, els àrabs xiïtes, els sunnites i els kurds interpreten la intervenció a través de la seva comprensió del nacionalisme. Mentre que els àrabs xiïtes aproven la interferència iraniana a causa de la seva identitat sectària compartida, els sunnites reconeixen l'Iran com un adversari i advoquen per un paper poderós dels Estats Units. Els kurds, una comunitat ètnica que va obtenir la protecció nord-americana contra l'opressió, encoratgen la interferència nord-americana. donar suport a la intervenció perquè l'assistència a la lluita armada contra ISIL és inevitable.:558

### Nacionalisme i relacions entre xiïtes i kurds després de 2003
El col·lapse del sistema baassista i el canvi de règim van preparar els xiïtes i kurds per construir una estructura de poder compartit. Shii ‐Relacions kurdes a Iraq posterior a 2003: Visions del nacionalisme el reconeixement mutu entre els grups era concebible perquè cap abraçat un sentit essencialista d'identitat que els hauria impedit cooperar. El postmodernisme, que és apreciat per les dues comunitats, desmantella les nocions fixes d'identitat en percebre la personalitat com a fluïda, fragmentada i en canvi continu. - 10-02 |title=Deconstruint allò no occidental: límits de les narratives d'identitat essencialistes. La conceptualització de la identitat cooperar, encara que van prevaldre les lluites de poder. La constitució descriu els iraquians com a "poble de Mesopotàmia", la qual cosa significa la seva associació amb l'Islam i la democràcia islàmica, tal com ho fomenten els xiïtes.:120 Una ruptura amb la dictadura secular de Saddam Hussein és evident en emfatitzar la base islàmica de la identitat nacional ancorant-la en l'herència de l'Iraq.:120

### Revolucions posteriors a 2003
El 2011 aixecaments van esclatar a tot l'Orient Mitjà. La població iraquiana es va sumar a la Primavera Àrab el febrer del 2011. Centenars de persones protestaven a Bagdad però també per tota la ciutat. La gent protestava perquè els estats no els proporcionaven les necessitats i els drets bàsics. Els manifestants es van manifestar contra la corrupció i el nepotisme. Van lluitar per un millor sistema educatiu i un accés més fàcil als llocs de treball. Moltes tensions també van provenir del fet que el primer ministre Nuri al-Maliki no va respectar les seves promeses d'establir la seguretat al país. Les protestes van acabar en violència ja que el govern no va proporcionar a la població allò pel que lluitaven. iraquià: mobilització social enmig de la violència i la inestabilitat.
El 2012, va esclatar un altre aixecament de protestes iraquianes de 2012-2013. L'actor principal d'aquest aixecament és la comunitat sunnita ja que el govern estava atacant els polítics sunnites, com a exemple, el ministre de Finances, un sunnita, va ser arrestat. L'abast dels manifestants va ser ample, els joves participants van obtenir el suport dels líders tribals i religiosos. Un cop més, el règim va reprimir les protestes amb violència. Alguns dels manifestants insatisfets van decidir unir-se a ISIS i continuar lluitant contra el règim. En general, els protestants lluitaven contra el sectarisme. Aquest règim sectari és l'arrel de la major part de la corrupció al país. Volien enderrocar el règim de Muhasassa imposat pels EUA el 2003. dels anti-esforços de corrupció a l'Iraq després de 2003 |Aquest règim es basa en la divisió de poders entre totes. Aquest règim és la font de xarxes corruptes incrustades a totes les comunitats religioses. mitjà de la violència i inestabilitat.
Els clergues xiïtes també van afirmar que l'Iraq necessita superar aquest règim sectari. El Gran Aiatol·là iraquià Ali Sistani va subratllar als seus sermons que el sectarisme és una construcció artificial creada com a resultat de l'ocupació nord-americana.
Els aixecaments del 2018 van ser més violents que les dues primeres. Les protestes es van organitzar a les xarxes socials tot i que no es va convertir en una organització adequada. Les demandes dels manifestants eren socioeconòmiques i polítics econòmics. i la inestabilitat.
El 2019, els manifestants joves estaven protestant contra la corrupció, el sectarisme i la absència de drets bàsics. Més enllà de les demandes de reformes socials, la protesta s'ha mogut cap a un rebuig complet a les classes dominants i al sistema imposat pels EUA el 2003. La protesta va ser molt violenta i letal.:127